# Kijanebalola cubuetes
Kijanebalola cubuetes är en djurart som tillhör fylumet bukhårsdjur, och som beskrevs av Gosse in Hudson och Gosse 1886. Kijanebalola cubuetes ingår i släktet Kijanebalola och familjen Neogosseidae. Inga underarter finns listade i Catalogue of Life.